# Пещерка (Кемеровская область)
Пещерка — деревня в Кемеровском районе Кемеровской области, входит в Щегловское сельское поселение.
Находится на правом берегу реки Томь, в 30 километрах к северо-западу от города Кемерово, ближайшие населённые пункты — деревня Подъяково в 6 км на юго-восток, Усть-Хмелевка в 3 км на северо-восток и Колмогорово в 4,5 км на северо-запад. В деревне 4 улицы:
- Ул. Майская
- Ул. Новая
- Ул. Полевая

Ранее относилась к Яшкинскому району. В качестве даты основания указывается 1676 год, уже в составленной в 1699-1701 гг. «Чертежной книге Сибири» деревня Пещерка обозначена под названием «Пещекова» на правом берегу Томи недалеко от Верхотомского острога, рядом с деревней Подъяково.